# Daniel Poleshchuk
Daniel Poleshchuk (* 11. Februar 1996 in Ramat Gan) ist ein israelischer Squashspieler.

## Karriere
Daniel Poleshchuk spielt seit 2015 auf der PSA World Tour und gewann bislang acht Titel. Er war der erste Israeli, der auf der Tour einen Titel gewann. Seine höchste Platzierung in der Weltrangliste erreichte er mit Rang 66 am 4. Dezember 2023. Mit der israelischen Nationalmannschaft nahm er mehrfach an Europameisterschaften teil.

## Erfolge
- Gewonnene PSA-Titel: 8